# Convergence: A League of Legends Story
Convergence: A League of Legends Story è un videogioco Metroidvania sviluppato dallo studio canadese Double Stallion e pubblicato da Riot Forge. Il gioco è stato pubblicato il 23 maggio 2023 per Nintendo Switch, Windows, PlayStation 4 e 5, Xbox One e Series X/S.
Il videogioco è ambientato nell'universo di League of Legends.

## Modalità di gioco
Il giocatore controlla Ekko nella malfamata città sotterranea di Zaun, muovendosi tra piattaforme mobili ed esplorandola attraverso un sistema a scorrimento laterale. Le invenzioni di Ekko possono essere utilizzate per diversi scopi: invertire il tempo per impedirgli di mancare un salto o subire danni in combattimento, azionare interruttori da remoto, rallentare il tempo per rendere più sicuro superare ostacoli, teletrasportarsi e attaccare i nemici a distanza.

## Accoglienza
Su Metacritic, le versioni per Windows e PlayStation 5 hanno ricevuto recensioni positive, mentre la versione per Switch ha ricevuto recensioni contrastanti. GamesRadar lo ha definito un eccellente gioco in stile Metroidvania la cui ambientazione distopica «è frenata solo dalla sua grafica leggermente cartoonesca». Polygon ha dichiarato che il gioco è «una grande avventura» a patto che i giocatori non si aspettino che sia simile ad Arcane, adattamento animato di League of Legends con la stessa ambientazione. Siliconera lo ha definito «un'eccellente miscela di platforming parkour 2D e risse» e ha affermato che probabilmente piacerà a chi non hanno giocato a League of Legends, GamingBolt invece lo ha descritto come «una storia secondaria avvincente per Ekko», elogiandone gameplay e grafica.